# Cretotrigona prisca
Cretotrigona prisca — викопний вид перетинчастокрилих комах сучасної родини бджолиних (Apidae). Тіло комахи знайдено у бурштині з Нью-Джерсі (США). Вид існував у пізній крейді, приблизно 70-66 млн років тому. Вважався найдавнішим викопним видом бджіл, поки у 2006 році не відкрито вид Melittosphex burmensis віком понад 90 млн років.